# Кнопка (застёжка)

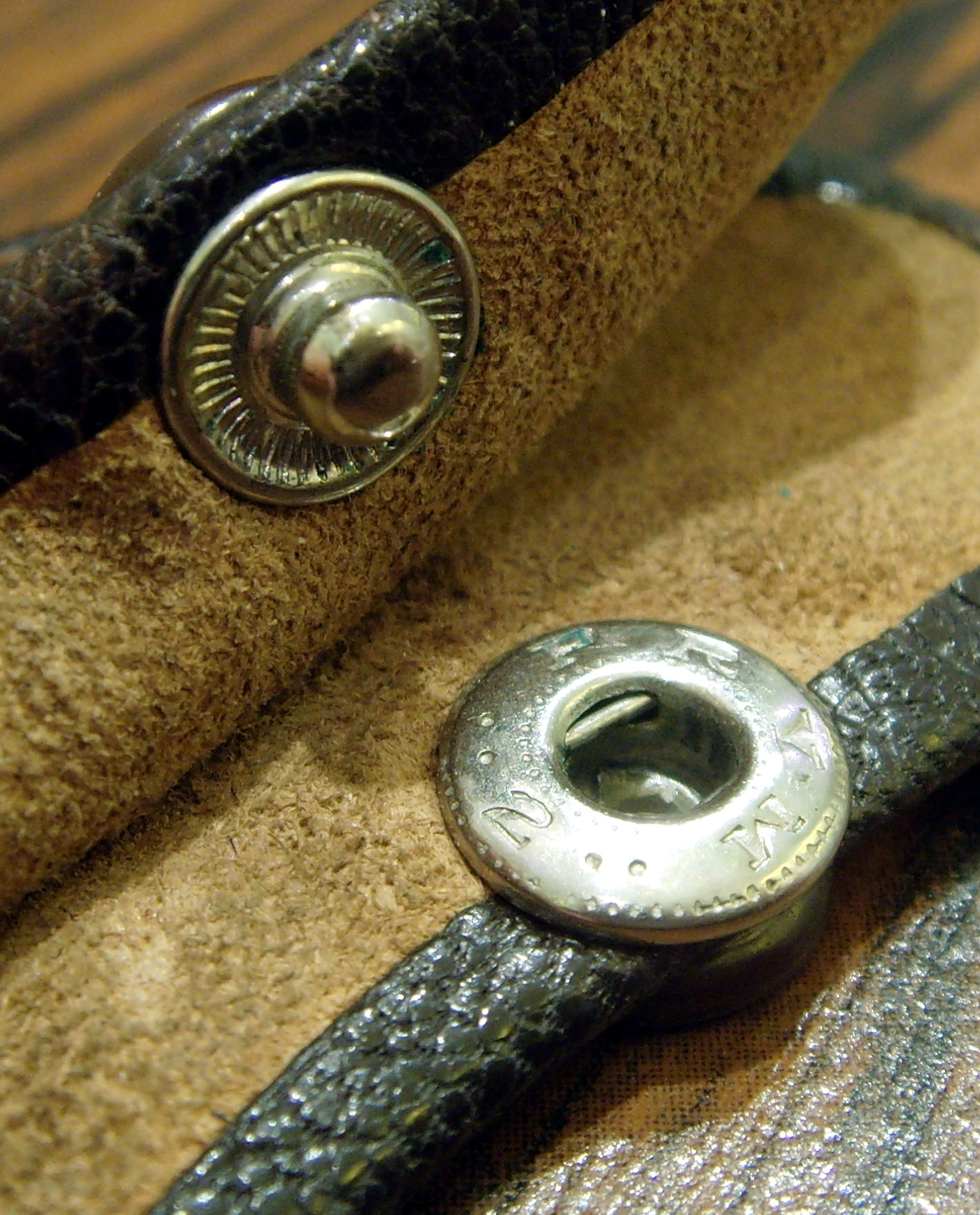
Кнопка с S-образной пружиной

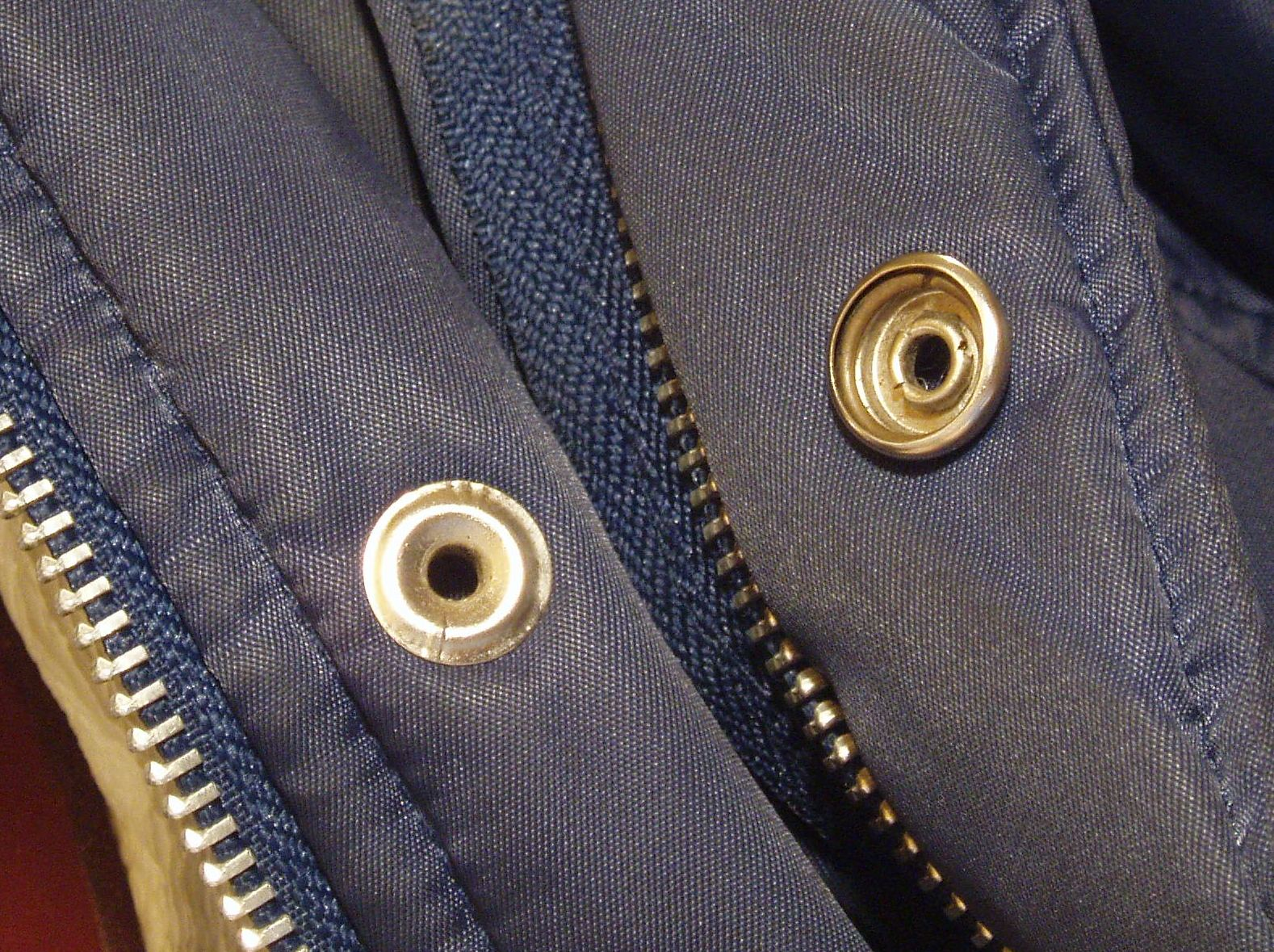
Кнопка с кольцеобразной пружиной

Кнопка-застёжка (турникетная кнопка) — застёжка главным образом на одежде, предназначенная для соединения её частей. Кнопка на одной части одежды вдевается в кнопку, находящуюся на другой части, и тем самым осуществляется застёгивание. Состоит из двух металлических частей, входящих одна в другую.
Представляет собой металлическую площадку в большинстве случаев круглой формы с выступающим болтообразным элементом и с крышечкой с внутренним фиксатором для «болтика». Фиксируется за счёт силы упругости пружины или материала самой кнопки.
Первый патент на застёжку-кнопку был получен в 1885 году. Компания Prym в 1903 году произвела кнопку, которая и сейчас является стандартной.
Основным достоинством кнопки-застёжки является возможность автоматизировать процесс её установки на одежду и изделия из кожи, пластика и брезента, что в несколько раз повышает производительность труда. Также немаловажным моментом является отсутствие прорези и петель на материале, в отличие от пуговиц, кламеров (бобышек), что способствует сохранности материала и предмета в целом. К существенным недостаткам следует отнести относительную непрочность соединения (вполне достаточную в абсолютном большинстве случаев) и сложность, а зачастую и невозможность ремонта кнопки. Металл кнопки со временем склонен окисляться, что портит внешний вид и ослабляет фиксирующий элемент кнопки (застёжки) и саму кнопку (кнопки из высоколегированной стали редки, но в современном мире продолжительность жизни одежды, как правило, невелика, и этот недостаток не столь критичен).